# Гомініні
Не плутати Hominoidea, Hominidae, Homininae, Hominina

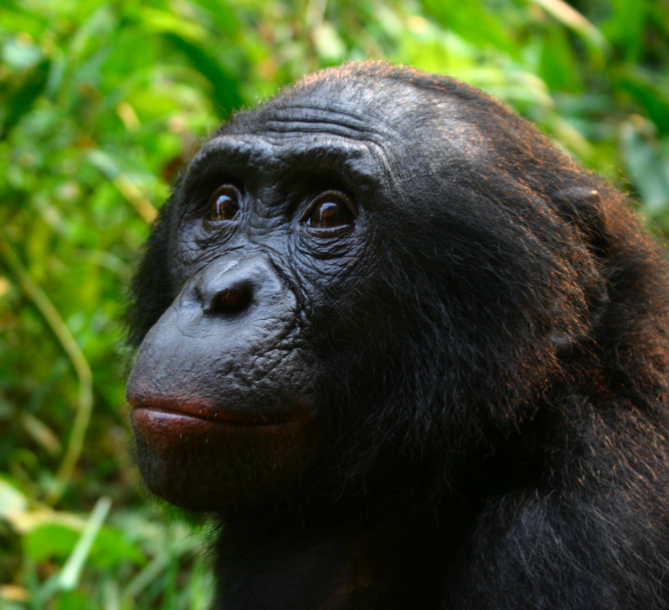
Малий бонобо

Гомініні (Hominini) — триба родини гомінід.

## Опис
У трибу гомініні традиційно включають людей, шимпанзе, їх вимерлих предків і ще кілька викопних родів. Морріс Гудмен у своїй неординарній класифікації приматів, також відносить до триби гомініні горил, включаючи їх у підтрибу гомініні та орангутанів, виділяючи їх у підтрибу Понгіна (Pongina). Також до триби відносять ряд викопних гомінідів:
- Сахельантроп (спірно)[1]
- Оррорін (спірно)[1]
- Ардіпітек (спірно)[1]
- Австралопітек
- Кеніапітек
- Парантроп

Антрополог Фолькер Зоммер зазначив, що генетики порівнюють відмінності між родами Homo і Pan, з відмінностями між чоловіками і жінками у людей, пропонують включити в рід Homo і перейменувати звичайного шимпанзе в Homo troglodytes, а карликового шимпанзе (бонобо) — в Homo paniscus..